# 1384-es busz
Az 1384-es jelzésű autóbuszvonal Miskolc, Ózd, Pétervására és Salgótarján között húzódik, amelyet a MÁV Személyszállítási Zrt. üzemeltet.

## Útvonala
Az autóbuszvonal Borsod-Abaúj-Zemplén vármegye és Nógrád vármegye megyeszékhelyeit, Miskolcot és Salgótarjánt kötik össze. A járatok útjuk során keresztülhaladnak Sajószentpéter, Kazincbarcika, Putnok, Ózd, Borsodnádasd, Pétervására és Bátonyterenye városokon és érintésébe veszi Heves vármegyét.
Miskolctól a 26-os főúton közlekedik, majd Kazincbarcikán a város forgalmasabb pontjain hajt át (kivételt képez az autóbusz-állomás), Bánrévétől a 25-ös főúton megy tovább Ózdra, ahol a városi buszállomáson csatlakozást biztosít a környéki falvaknak. A későbbiekben Borsodnádasdtól terelt útvonalon közlekedik a 2022. december 1-től érvényben levő útfelújítás miatt, így a bekölcei elágazás és Szentdomonkos közötti főút helyett Bekölce, Egercsehi és Szúcs települések felé kerül (az alábbi községekben nem tesz megállást). A Szentdomonkossal összenőtt Tarnaleleszen és a 23-as főúton tovább a Pétervásárai járás központján, Pétervásárán túl jár, majd Bátonyterenyének Kisterenye felében fut útvonala. Legvégül Nógrád vármegye székhelyét Vizslásnak egyik településrészén és a 21-es gyorsforgalmin éri el. Salgótarjánon belül az összes járat Baglyasalja és Eperjes-telep közelében érkezik az autóbusz-állomásra, kivéve egyetlen Miskolcról érkező járatot, mely a belvároson keresztül közlekedik.

## Közlekedése
Indításai a hét minden napján történnek, kettő járatpár közlekedik gyorsjárati jelleggel. A járatok átlagos menetideje 3,5 óra 136 kilométeren, mely hétvégén pár perccel lerövidül a kisebb forgalom végett. A jelenség Miskolc és Ózd között van jelen, mely szakaszon a 3770-es buszokkal fut egy úton.

### Járművek
A mindennapokban egy miskolci és egy salgótarjáni járműtelepről származó autóbusz indul útnak. Előbbi legtöbbször Mercedes-Benz Intouro és Scania Touring kocsit ad ki, míg utóbbi az esetek többségében Credo Inovell 12 buszokat (SWW-281) indít.
| Viszonylat                                  | Indításszám | Közlekedési rend |
| ------------------------------------------- | ----------- | ---------------- |
| Miskolc, aut. áll. – Salgótarján, aut. áll. | 2 pár       | naponta          |

## Megállóhelyei
| 0                                                                                            | Miskolc, autóbusz-állomás végállomás                | 0.0 km   | 1, 1G, 3, 3A, 4, 7, 11, 12G, 20, 20A, 20B, 24, 28, 32, 32G, 34G, 43, 44, 45, 101B, 900, 914, 935 1050, 1053, 1369, 1370, 1372, 1373, 1374, 1375, 1376, 1377, 1380, 1381, 1383, 1410, 1411 3700, 3701, 3702, 3703, 3704, 3705, 3706, 3707, 3708, 3709, 3710, 3711, 3712, 3714, 3715, 3716, 3717, 3718, 3719, 3720, 3721, 3722, 3723, 3724, 3726, 3727, 3728, 3729, 3730, 3731, 3733, 3734, 3735, 3736, 3737, 3738, 3739, 3740, 3741, 3742, 3743, 3744, 3745, 3746, 3747, 3748, 3749, 3750, 3751, 3752, 3753, 3754, 3755, 3757, 3760, 3761, 3764, 3765, 3766, 3767, 3770, 3772, 3773, 3774, 3775, 3776, 3777, 4019 |
| 1                                                                                            | Miskolc, megyei kórház                              | 1.9 km   | 3A, 12, 12G, 14, 14G, 20, 24, 36, 54, 914 1369, 1410, 1411 3700, 3701, 3702, 3703, 3704, 3705, 3707, 3708, 3709, 3711, 3714, 3754, 3757, 3760, 3761, 3763, 3764, 3765, 3766, 3767, 3769, 3770, 3772, 3773, 3774, 3775, 3776, 3777 |
| 2                                                                                            | Miskolc, repülőtér bejárati út                      | 2.8 km   | 3A, 8, 12, 12G, 14, 14G, 20, 24, 36, 54, 240, 914 1369, 1410, 1411 3700, 3701, 3702, 3703, 3704, 3705, 3707, 3708, 3709, 3711, 3714, 3754, 3757, 3760, 3761, 3763, 3764, 3765, 3766, 3767, 3769, 3770, 3772, 3773, 3774, 3775, 3776, 3777 |
| 3                                                                                            | Miskolc, Stromfeld laktanya                         | 3.9 km   | 1369, 1410, 1411 3700, 3701, 3702, 3703, 3704, 3705, 3707, 3708, 3709, 3711, 3714, 3754, 3757, 3760, 3761, 3763, 3764, 3765, 3766, 3767, 3769, 3770, 3772, 3773, 3774, 3775, 3776, 3777 |
| 4                                                                                            | Sajószentpéter, edelényi elágazás                   | 14.0 km  | 1369, 1410, 1411 3754, 3761, 3763, 3764, 3765, 3766, 3767, 3769, 3770, 3773, 4098 |
| 5                                                                                            | Sajószentpéter, posta                               | 14.6 km  | 3754, 3761, 3763, 3764, 3765, 3769, 3770, 3773, 4098 |
| 6                                                                                            | Sajószentpéter, parasznyai elágazás                 | 15.2 km  | 1369, 1410, 1411 3754, 3756, 3761, 3763, 3764, 3765, 3766, 3767, 3769, 3770, 3773, 4049, 4050, 4051, 4098 |
| 7                                                                                            | Berente, PVC gyár bejárati út                       | 18.3 km  | 1369, 1410, 1411 3756, 3763, 3764, 3765, 3766, 3767, 3769, 3770, 3773, 4045, 4046, 4047, 4048, 4050, 4052, 4058, 4061, 4062, 4063, 4067, 4070, 4075, 4081, 4082 |
| 8                                                                                            | Kazincbarcika, BorsodChem IV. kapu                  | 19.7 km  | 1369 3756, 3763, 3764, 3765, 3770, 3773, 4045, 4046, 4047, 4048, 4050, 4052, 4058, 4061, 4062, 4063, 4067, 4070, 4075, 4081, 4082 |
| 9                                                                                            | Kazincbarcika, Szent Flórián tér autóbusz-váróterem | 21.1 km  | 1054, 1369, 1410, 1411 3756, 3763, 3764, 3765, 3766, 3767, 3769, 3770, 3772, 3773, 4040, 4041, 4043, 4044, 4045, 4046, 4047, 4048, 4050, 4052, 4059, 4061, 4062, 4063, 4065, 4066, 4067, 4069, 4070, 4075, 4079, 4080, 4081, 4082, 4083, 4084, 4194 |
| 10                                                                                           | Kazincbarcika, városháza                            | 23.1 km  | 3 1369, 1410, 1411 3756, 3763, 3764, 3765, 3770, 3772, 3773, 4040, 4041, 4044, 4047, 4048, 4050, 4052, 4059, 4063, 4065, 4067, 4069, 4070, 4075, 4080, 4082, 4083, 4084 |
| 11                                                                                           | Kazincbarcika, alsóvárosi iskola                    | 23.7 km  | 3408, 3770, 3773, 4057, 4059, 4060, 4063, 4065, 4066, 4067, 4069, 4153 |
| 12                                                                                           | Kazincbarcika, ÉRV II. telep                        | 24.8 km  | 3770, 3773, 4057, 4058, 4059, 4060, 4061, 4062, 4063, 4065, 4066, 4067, 4069, 4153, 4194 |
| 13                                                                                           | Sajókaza vasútállomás, bejárati út                  | 27.0 km  | 1054, 1369, 1410, 1411 3408, 3770, 3773, 4057, 4058, 4059, 4060, 4061, 4062, 4063, 4065, 4066, 4067, 4069, 4153, 4194 személyvonat – Sajókaza (92) |
| 14                                                                                           | Vadna, községháza                                   | 29.0 km  | 1054, 1369, 1410, 1411 3408, 3770, 3773, 4057, 4058, 4059, 4060, 4061, 4062, 4063, 4065, 4066, 4067, 4153, 4194 |
| 15                                                                                           | Sajógalgóci elágazás                                | 31.6 km  | 1369, 1410, 1411 3770, 3773, 4057, 4062, 4063, 4065, 4066, 4067, 4194 |
| 16                                                                                           | Dubicsány, panzió                                   | 34.3 km  | 1369, 1410, 1411 3770, 3773, 4057, 4062, 4063, 4065, 4194 |
| 17                                                                                           | Putnok, Kossuth utca 62.                            | 38.1 km  | 1369, 1410, 1411 3770, 3773, 4057, 4062, 4063, 4065, 4147, 4188, 4194, 4195 |
| 18                                                                                           | Putnok, Fő tér                                      | 39.0 km  | 1369, 1410, 1411 3770, 3773, 4063, 4065, 4104, 4140, 4145, 4147, 4148, 4151, 4188, 4194, 4195 |
| 19                                                                                           | Putnok, szociális otthon                            | 39.7 km  | 1369, 1410, 1411 3770, 3773, 4063, 4104, 4140, 4145, 4188 |
| 20                                                                                           | Putnok, Egyetértés Tsz                              | 40.4 km  | 1369, 1410, 1411 3770, 3773, 4063, 4104, 4140, 4145, 4188 |
| 21                                                                                           | Héti elágazás                                       | 43.0 km  | 1034, 1369, 1410, 1411 3770, 3773, 4063, 4104, 4140, 4145, 4188 |
| 22                                                                                           | Bánréve, újtelep                                    | 44.1 km  | 1369, 1410, 1411 3770, 3773, 4104, 4140, 4145 |
| 23                                                                                           | Bánréve, vasúti átjáró                              | 45.1 km  | 1369, 1410, 1411 3770, 3773, 4104, 4140, 4145 személyvonat – Bánréve (92) |
| 24                                                                                           | Bánréve, autóbusz-váróterem                         | 45.6 km  | 1034, 1369, 1410, 1411 3770, 3773, 4104, 4140, 4145 |
| 25                                                                                           | Sajópüspöki, élelmiszerbolt                         | 47.8 km  | 1034, 1369, 1410, 1411 3770, 3773, 4104, 4140, 4145 |
| 26                                                                                           | Sajónémeti elágazás                                 | 49.2 km  | 1369, 1410, 1411 3770, 3773, 4104, 4140, 4145 |
| 27                                                                                           | Ózd, centeri elágazás                               | 50.4 km  | 1369, 1410, 1411 3770, 3773, 4104, 4140, 4145 |
| 28                                                                                           | Ózd, faiskola                                       | 51.2 km  | 1369, 1410, 1411 3770, 3773, 4104, 4140, 4145 |
| 29                                                                                           | Ózd, Center vasútállomás bejárati út                | 51.8 km  | 1369, 1410, 1411 3770, 3773, 4104, 4140, 4145 |
| 30                                                                                           | Ózd alsó vasútállomás                               | 54.7 km  | 4, 46, 47, 74 1369, 1410, 1411 3770, 3773, 4104, 4140, 4145 személyvonat – Ózd alsó (92) |
| 31                                                                                           | Ózd vasútállomás                                    | 57.1 km  | 4, 7, 8, 12, 21, 46, 47, 68, 74, 76, 78 1369, 1410, 1411 3770, 3773, 4104, 4140, 4145 személyvonat – Ózd (92) |
| 32                                                                                           | Ózd, autóbusz-állomás                               | 58.3 km  | 1, 2, 2A, 3, 4, 6, 7, 8, 12, 20A, 21, 23, 26, 46, 47, 68, 74, 76, 78 1031, 1034, 1051, 1369, 1411 3410, 3770, 3773, 4101, 4102, 4104, 4140, 4145, 4147, 4148, 4150, 4151, 4153, 4155, 4157, 4158, 4160, 4161, 4180, 4185, 4186 |
| 33                                                                                           | Ózd, Városháztér                                    | 59.2 km  | 2, 2A, 6, 12, 20, 20A, 21, 23, 26, 46, 63, 68, 76 1369 3770, 4102, 4180, 4185, 4186 |
| 34                                                                                           | Ózd, bolyki elágazás                                | 59.8 km  | 2, 2A, 6, 12, 20, 20A, 21, 23, 26, 46, 63, 68, 76 1031, 1034, 1051, 1369 3770, 4102, 4180, 4185, 4186 |
| 35                                                                                           | Ózd (Hódoscsépány), élelmiszerbolt                  | 61.2 km  | 6, 26, 46, 63, 68, 76 1031, 1034, 1051 3770, 4180, 4185 |
| 36                                                                                           | Arló, Arlói-tó bejárati út                          | 65.2 km  | 1031, 1034, 1051 3770, 4180 |
| 37                                                                                           | Járdánháza, gyepes                                  | 66.8 km  | 3770, 4180 |
| 38                                                                                           | Járdánháza, autóbusz-váróterem                      | 68.6 km  | 3770, 4180 |
| 39                                                                                           | Borsodnádasd, Mocsolyástelep bejárati út            | 70.5 km  | 3770, 4180 |
| 40                                                                                           | Borsodnádasd, autóbusz-váróterem                    | 71.7 km  | 1031, 1034, 1051 3404, 3409 |
| 41                                                                                           | Tarnalelesz, szúcsi elágazás                        | 90.8 km  | 1347, 1351 3479, 3481, 3484, 3488 |
| 42                                                                                           | Tarnalelesz, központ                                | 91.4 km  | 1031, 1034, 1347, 1351 3479, 3481, 3484, 3487, 3488, 3491 |
| 43                                                                                           | Bükkszenterzsébet, autóbusz-váróterem               | 92.9 km  | 1031, 1034, 1347, 1351 3479, 3481, 3484, 3488, 3491 |
| 44                                                                                           | Bükkszenterzsébet, Daracs-patak                     | 93.7 km  | 1031, 1034, 1347, 1351 3479, 3481, 3484, 3488, 3491 |
| 45                                                                                           | Beniczkytanyai elágazás                             | 96.7 km  | 1347 3479, 3481, 3484 |
| 46                                                                                           | Pétervására, városháza                              | 99.6 km  | 1031, 1034, 1347, 1349, 1351 3462, 3474, 3476, 3478, 3479, 3481, 3482, 3483, 3484, 3488, 3490, 3491, 3492, 3494 |
| 47                                                                                           | Ivád, bejárati út                                   | 102,7 km | 1031, 1034, 1347, 1349, 1351 3474, 3494 |
| 48                                                                                           | Mátraballai elágazás                                | 107.2 km | 1347, 1349, 1351, 1352, 1354 3034, 3474, 3492, 3494 |
| 49                                                                                           | Mátraterenye (Nádújfalu), faluszéle                 | 110.5 km | 1031, 1034, 1347, 1349, 1351, 1352, 1354, 1447, 1448 3030, 3034, 3056, 3136, 3156 |
| 50                                                                                           | Szuhai elágazás                                     | 114.7 km | 3051, 3052, 3056, 3136, 3153, 3154, 3156 |
| 51                                                                                           | Nemti, vegyesbolt                                   | 116.3 km | 1031, 1034, 1349, 1351, 1447, 1448 3051, 3052, 3056, 3136, 3153, 3154, 3156 |
| 52                                                                                           | Nemti, Ilonabánya                                   | 116.7 km | 1351 3051, 3056, 3136, 3153, 3154, 3156 |
| 53                                                                                           | Dorogpuszta, bejárati út                            | 119.3 km | 3051, 3052, 3056, 3152, 3153, 3154, 3156 |
| 54                                                                                           | Bátonyterenye (Kisterenye), vásártér                | 121.0 km | 3, 3A 1305, 1347, 1351, 1447, 1448 3051, 3052, 3055, 3056, 3058, 3060, 3061, 3062, 3065, 3066, 3067, 3108, 3153, 3154, 3156, 3166 |
| 55                                                                                           | Bátonyterenye (Kisterenye), posta                   | 122.4 km | 3, 3A 1301, 1302, 1305, 1347, 1351, 1447, 1448 3051, 3052, 3055, 3056, 3058, 3060, 3061, 3062, 3065, 3066, 3067, 3108, 3153, 3154, 3156, 3166 |
| 56                                                                                           | Bátonyterenye (Kisterenye), ózdi útelágazás         | 123.4 km | 3, 3A, 3C 1020, 1021, 1301, 1302, 1305, 1347, 1349, 1351, 1354, 1447, 1448 3046, 3051, 3052, 3055, 3056, 3058, 3060, 3061, 3062, 3064, 3065, 3066, 3067, 3108, 3153, 3154, 3156, 3166 |
| 57                                                                                           | Bátonyterenye (Kisterenye), Jászai út               | 124.1 km | 3, 3A 1305, 1347, 1351, 1354 3046, 3051, 3052, 3055, 3056, 3058, 3060, 3061, 3062, 3065, 3066, 3067, 3108, 3153, 3154, 3156 |
| 58                                                                                           | Bátonyterenye (Kisterenye), bányatelep              | 124.7 km | 3 1020, 1021, 1305, 1347, 1349, 1351, 1354 3046, 3051, 3052, 3055, 3056, 3058, 3060, 3061, 3062, 3065, 3066, 3067, 3154 |
| 59                                                                                           | Vizslás, újlak                                      | 127.1 km | 1020, 1021, 1302, 1305, 1347, 1351, 1354 3046, 3051, 3052, 3055, 3056, 3058, 3060, 3061, 3062, 3065, 3066, 3067 |
| 60                                                                                           | Salgótarján, ipari park                             | 128.0 km | 9, 13, 19 1305, 1349, 1351 3046, 3051, 3052, 3055, 3056, 3058, 3060, 3061, 3062, 3065, 3066, 3067 |
| 61                                                                                           | Salgótarján, szécsényi útelágazás                   | 131.3 km | 9, 13, 19, 63, 63S 1010, 1012, 1020, 1021, 1301, 1302, 1305, 1347, 1349, 1351, 1354 3045, 3051, 3052, 3055, 3056, 3058, 3060, 3061, 3062, 3064, 3065, 3066, 3070, 3072, 3075, 3080, 3081, 3082 |
| 62                                                                                           | Salgótarján (Zagyvapálfalva), felüljáró             | 132.0 km | 9, 13, 19, 63, 63S 1010, 1012, 1020, 1021, 1301, 1302, 1305, 1347, 1349, 1351, 1354, 1447, 1448 3045, 3051, 3052, 3055, 3056, 3058, 3060, 3061, 3062, 3064, 3065, 3066, 3067, 3070, 3072, 3075, 3080, 3081, 3082 |
| 63                                                                                           | Salgótarján, baglyasaljai elágazás                  | 133.3 km | 3C, 4, 4A, 14, 46 1010, 1012, 1020, 1021, 1302, 1347, 1351, 1354 3051, 3064, 3070, 3080 |
| 64                                                                                           | Salgótarján, Eperjes-telep                          | 134.4 km | 3C 1010, 1351 3051, 3064, 3070, 3080 |
| Naponta 1 járat által érintett a baglyasaljai elágazás és az Eperjes-telep megállók helyett. |                                                     |          | |
| ∫                                                                                            | Salgótarján, Tesco áruház                           | ∫        | 3, 4A, 9, 11Y, 13, 19, 36, 63S 1305, 1349, 1351 3045, 3051, 3052, 3055, 3056, 3058, 3060, 3061, 3062, 3065, 3066, 3067, 3070, 3072, 3075, 3080, 3081, 3082 |
| ∫                                                                                            | Salgótarján, Óbudai Egyetem                         | ∫        | 1A, 3, 4A, 7A, 7C, 9, 11Y, 13, 19, 36, 63, 63S 1305, 1349, 1351 3015, 3022, 3045, 3051, 3052, 3055, 3056, 3058, 3060, 3061, 3062, 3065, 3066, 3067, 3070, 3072, 3075, 3080, 3081, 3082 |
| ∫                                                                                            | Salgótarján, helyi autóbusz-állomás                 | ∫        | 1, 1A, 2A, 2C, 3, 3C, 4, 5, 6, 7, 7A, 7B, 7C, 8, 9, 11, 11A, 11B, 11Y, 13, 14, 19, 27A, 36, 46, 58, 63, 63S 1305 3045, 3051, 3052, 3055, 3056, 3058, 3060, 3061, 3062, 3065, 3066, 3067, 3070, 3072, 3075, 3080, 3081, 3082 |
| ∫                                                                                            | Salgótarján, SVT-Wamsler                            | ∫        | 1, 1A, 2A, 2C, 3C, 5, 6, 7, 7A, 7B, 7C, 8, 9, 11, 11A, 11B, 11Y, 13, 14, 19, 27A, 36, 46, 58, 63, 63S 1305, 1349, 1351 3015, 3022, 3045, 3051, 3052, 3055, 3056, 3058, 3060, 3061, 3062, 3065, 3066, 3067, 3070, 3072, 3075, 3080, 3081, 3082 |
| ∫                                                                                            | Salgótarján, megyeháza                              | ∫        | 1, 1A, 2C, 3C, 5, 6, 7, 7A, 7B, 7C, 8, 9, 11, 11A, 11B, 11Y, 13, 14, 19, 27A, 36, 46, 58, 63, 63S 1305, 1349, 1351 3044, 3045, 3051, 3052, 3055, 3056, 3058, 3060, 3061, 3062, 3065, 3066, 3067, 3070, 3072, 3075, 3080, 3081, 3082 |
| 65                                                                                           | Salgótarján, autóbusz-állomás végállomás            | 136.0 km | 1010, 1012, 1020, 1021, 1301, 1302, 1305, 1347, 1349, 1351, 1352, 1354, 1448 3015, 3022, 3024, 3030, 3034, 3044, 3045, 3051, 3052, 3055, 3056, 3058, 3060, 3061, 3062, 3064, 3065, 3066, 3070, 3072, 3075, 3080, 3081, 3082, 3084, 3090, 3092, 3093, 3094 személyvonat – Salgótarján (81) |